# 玄奘
玄奘（げんじょう、602年 - 664年3月7日）は、唐代の中国の訳経僧。玄奘は戒名であり、俗名は陳褘（）。諡は大遍覚で、尊称は法師、三蔵など。玄奘三蔵と呼ばれ、鳩摩羅什と共に二大訳聖、あるいは真諦と不空金剛を含めて四大訳経家とされる。
629年にシルクロード陸路でインドに向かい、ナーランダ僧院などへ巡礼や仏教研究を行って645年に経典657部や仏像などを持って帰還。以後、翻訳作業で従来の誤りを正し、法相宗の開祖となった。また、インドへの旅を地誌『大唐西域記』として著した。

## 生涯

### 仏教への帰依
陳褘は、隋朝の仁寿2年（602年）、洛陽にほど近い洛州緱氏県（現在の河南省洛陽市偃師区緱氏鎮）で陳慧（または陳恵）の四男として生まれた。母の宋氏は洛州長吏を務めた宋欽の娘である。字は玄奘で、戒名はこれを諱とした。生年は、上記の602年説の他に、598年説、600年説がある。
陳氏は、後漢の陳寔を祖にもつ陳留出身の士大夫の家柄で、地方官を歴任した。特に曽祖父の陳欽（または陳山）は北魏の時代に上党郡太守になっている。その後、祖父である陳康は北斉に仕え、緱氏へと移住した。
8歳の時、『孝経』を父から習っていた陳褘は、「曾子避席」のくだりを聞いて、「曾子ですら席を避けたのなら、私も座っていられません」と言い、襟を正して起立した状態で教えを受けた。この逸話により、陳褘の神童ぶりが評判となった。
10歳で父を亡くした陳褘は、次兄の長捷（俗名は陳素）が出家して洛陽の浄土寺に住むようになったのをきっかけに、自身も浄土寺に学び、11歳にして『維摩経』と『法華経』を誦すようになった。ほどなくして度僧の募集があり、陳褘もそれに応じようとしたが、若すぎたため試験を受けられなかったので、門のところで待ち構えた。これを知った隋の大理卿である鄭善果は、陳褘に様々な質問をして、最後になぜ出家したいのかを尋ねたところ、陳褘は「遠くは如来を紹し、近くは遺法を光らせたいから」と答えた。これに感じ入った鄭善果は、「この風骨は得がたいものだ」と評して特例を認め、陳褘は度牒を得て出家した。こうして兄と浄土寺に住み込むことになり、13歳で『涅槃経』と『摂大乗論』を学んだ。
武徳元年（618年）、隋が衰え、洛陽の情勢が不安定になると、17歳の玄奘は兄と長安の荘厳寺へと移った。しかし、長安は街全体が戦支度に追われ、玄奘の望むような講釈はなかった。かつて煬帝が洛陽に集めた名僧らは主に益州に散らばっていることを知った玄奘は、益州巡りを志し、武徳2年（619年）に兄と共に成都へと至って『阿毘曇論』を学んだ。また益州各地に先人を尋ねて『涅槃経』、『摂大乗論』、『阿毘曇論』の研究を進め、歴史や老荘思想への見識を深めた。
武徳5年（622年）、21歳の玄奘は成都で具足戒を受けた。ここまで行動を共にしていた長捷は、成都の空慧寺に留まることになったので、玄奘は一人で旅立ち、商人らに混じって三峡を下り、荊州の天皇寺で学んだ。その後も先人を求めて相州へ行き、さらに趙州で『成実論』を、長安の大覚寺で『倶舎論』を学んだ。

### 西域の旅
玄奘は、仏典の研究には原典に拠るべきであると考え、また、仏跡の巡礼を志し、貞観3年（629年）、隋王朝に変わって新しく成立した唐王朝に出国の許可を求めた。しかし、当時は唐王朝が成立して間もない時期で、国内の情勢が不安定だった事情から出国の許可が下りなかったため、玄奘は国禁を犯して密かに出国し、役人の監視を逃れながら河西回廊を経て高昌に至った。
高昌王である麴文泰は、熱心な仏教徒であったため、当初は高昌国の国師として留めおこうとしたが、玄奘のインドへの強い思いを知り、金銭と人員の両面で援助し、通過予定の国王に対しての保護・援助を求める高昌王名の文書を持たせた。玄奘は西域の商人らに混じって天山南路の途中から峠を越えて天山北路へと渡るルートを辿って中央アジアの旅を続け、ヒンドゥークシュ山脈を越えてインドに至った。

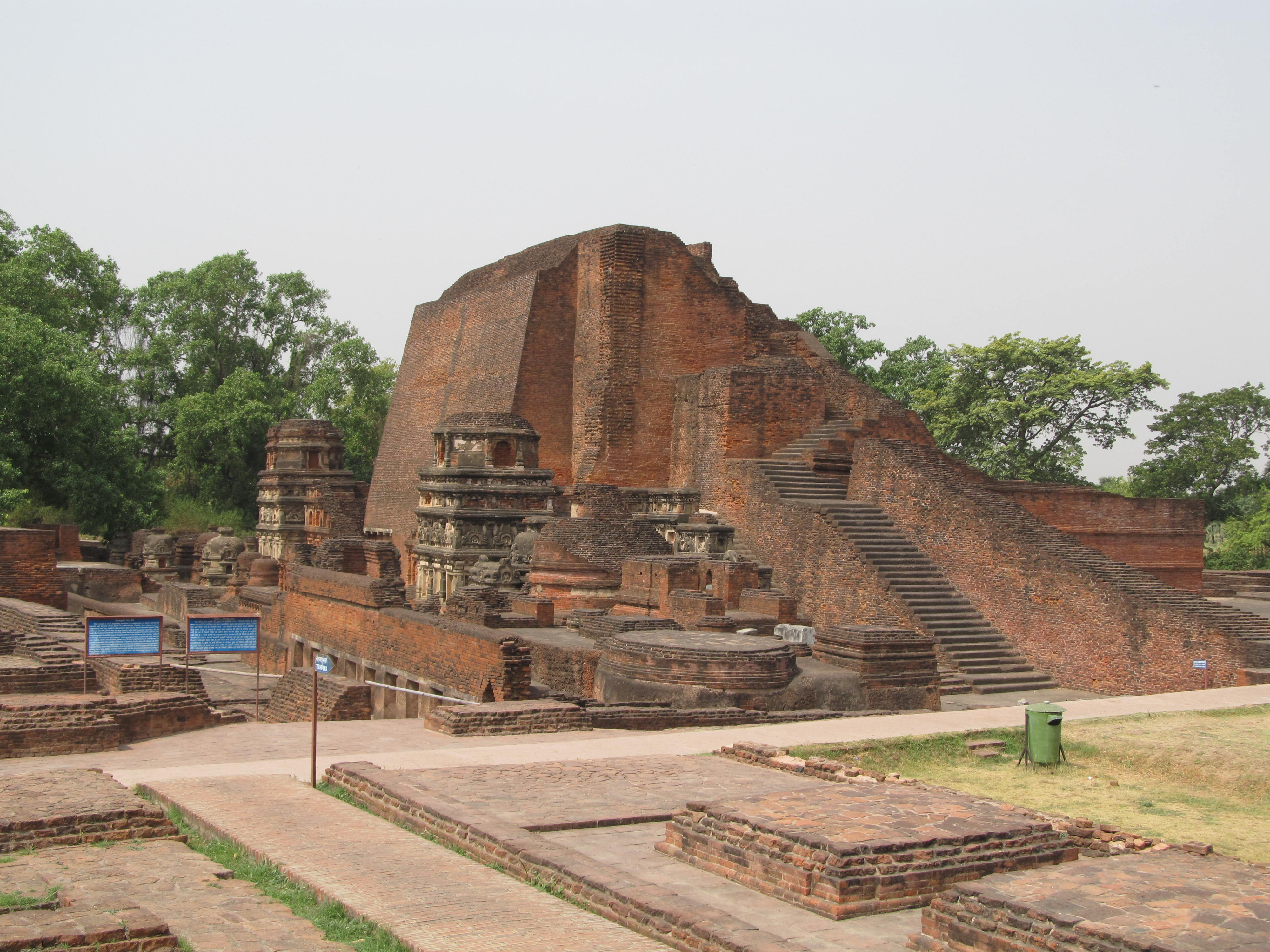
ナーランダ僧院

ナーランダ僧院では戒賢（シーラバドラ）に師事して唯識を学び、また各地の仏跡を巡拝した。ヴァルダナ朝の王ハルシャ・ヴァルダナの保護を受け、ハルシャ王へも進講している。
こうして学問を修めた後、西域南道を経て帰国の途につき、出国から16年を経た貞観19年1月（645年）に、657部の経典を長安に持ち帰った。幸い、玄奘が帰国した時には唐の情勢は大きく変わっており、時の皇帝・太宗も玄奘の業績を高く評価したので、16年前の密出国の件について玄奘が罪を問われることはなかった。
太宗が玄奘の密出国を咎めなかった別の理由として、玄奘が西域で学んできた情報を政治に利用したい太宗の思惑があったとする見方もある。事実、玄奘は帰国後、太宗の側近となって国政に参加するよう求められたが、彼は国外から持ち帰った経典の翻訳を第一の使命と考えていたため太宗の要請を断り、太宗もこれを了承した。その代わりに太宗は、西域で見聞した諸々の情報を詳細にまとめて提出することを玄奘に命じており、これに応ずる形で後に編纂された報告書が『大唐西域記』である。

### 帰国後
帰国した玄奘は、持ち帰った膨大な経典の翻訳に余生の全てを捧げた。太宗の勅命により、玄奘は貞観19年（645年）2月6日から弘福寺の翻経院で翻訳事業を開始した。この事業の拠点は後に大慈恩寺に移った。さらに、持ち帰った経典や仏像などを保存する建物の建設を次の皇帝・高宗に進言し、652年、大慈恩寺に大雁塔が建立された。その後、玉華宮に居を移したが、翻訳作業はそのまま玄奘が亡くなる直前まで続けられた。麟徳元年2月5日（664年3月7日）、玄奘は経典群の中で最も重要とされる『大般若経』の翻訳を完成させた百日後に玉華宮で寂した。

## 訳経
玄奘自身は亡くなるまでに国外から持ち帰った経典全体の約3分の1までしか翻訳を進めることができなかったが、それでも彼が生前に完成させた経典の翻訳の数は、経典群の中核とされる『大般若経』16部600巻（漢字にして約480万字）を含め76部1347巻（漢字にして約1100万字）に及ぶ。玄奘はサンスクリット語の経典を中国語に翻訳する際、中国語に相応しい訳語を新たに選び直しており、それ以前の鳩摩羅什らの漢訳仏典を旧訳（）、それ以後の漢訳仏典を新訳（）と呼ぶ。
『般若心経』も玄奘が翻訳したものとされているが、この中で使われている観自在菩薩は、鳩摩羅什による旧訳では『観音経』の趣意を意訳した観世音菩薩となっている。訳文の簡潔さ、流麗さでは旧訳が勝るといわれているが、サンスクリット語「Avalokiteśvara（アヴァローキテーシュヴァラ）」は「自由に見ることができる」という意味なので、観自在菩薩の方が訳語として正確であり、また玄奘自身も旧訳を批判している。
一説では、時の唐の皇帝・太宗の本名が「李世民」であったため、「世」の字を使うことが避諱により憚られたからともされる。
経蔵
- 大般若波羅蜜多経
- 金剛般若経
- 般若心経
- 大菩薩経
- 維摩経
- 解深密経
- 薬師瑠璃光如来本願功徳経
- 阿弥陀経
- 如是語経

論蔵
- 瑜伽師地論
- 摂大乗論
- 因明入正理論
- 唯識二十論
- 唯識三十頌
- 成唯識論
- 阿毘達磨発智論
- 阿毘達磨大毘婆沙論
- 阿毘達磨倶舎論
- 阿毘達磨順正理論

## 宗派
玄奘自身は、明確に特定の宗派を立ち上げたわけではないが、彼の教えた唯識思想ともたらした経典は、日中の仏教界に大きな影響を与えた。

### 法相宗
法相宗の実質的な創始者は玄奘の弟子の基である。しかし、『仏祖統紀』などは、玄奘とナーランダー留学時の師である戒賢までを含めた3人を法相宗の宗祖としている。

#### 日本の法相宗
遣唐使の一員として入唐した道昭は、玄奘に教えを受けた。
道昭の弟子とされるのが、行基である。

## 玄奘の墓所・遺骨

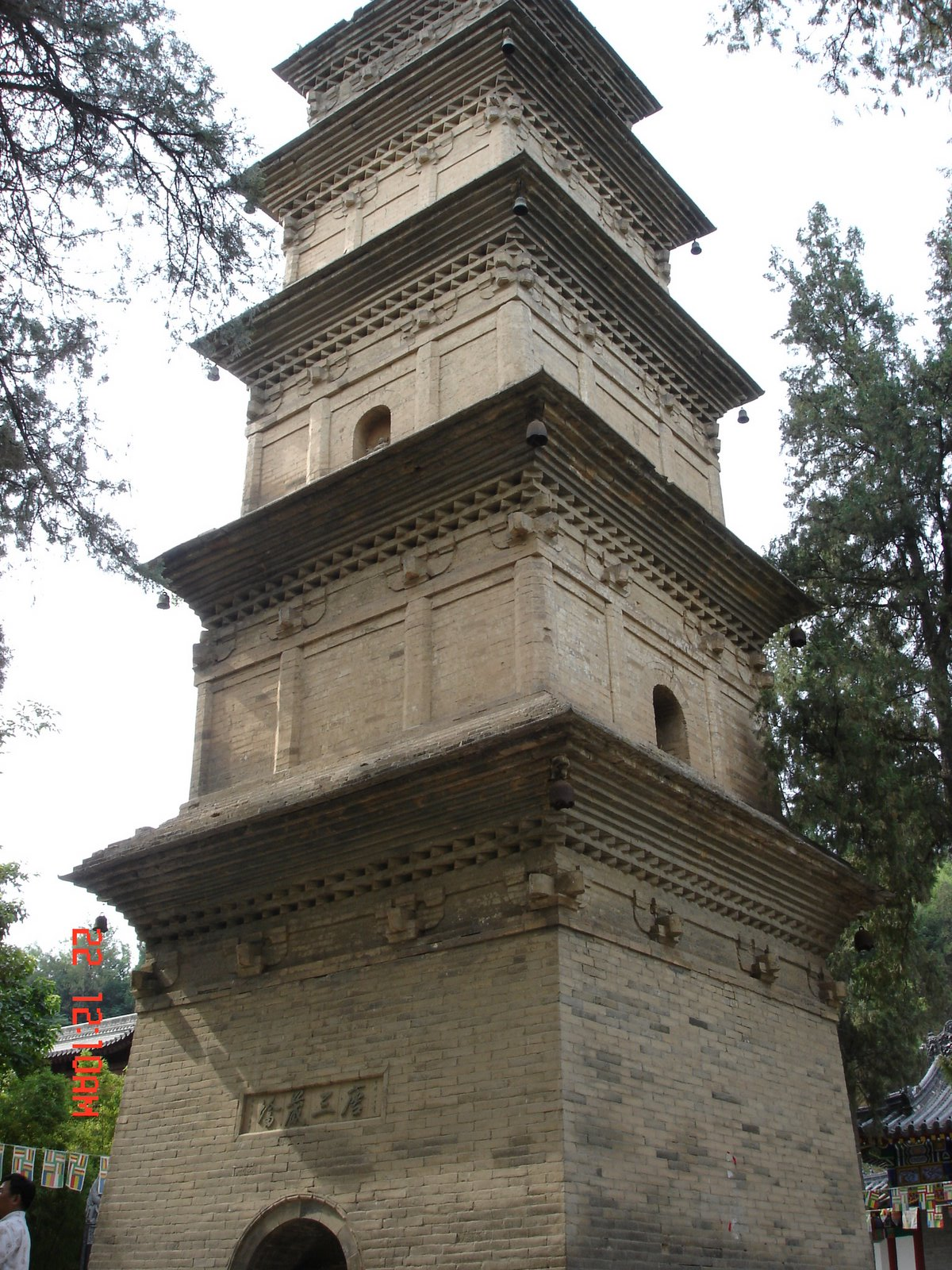
世界文化遺産・興教寺舎利塔

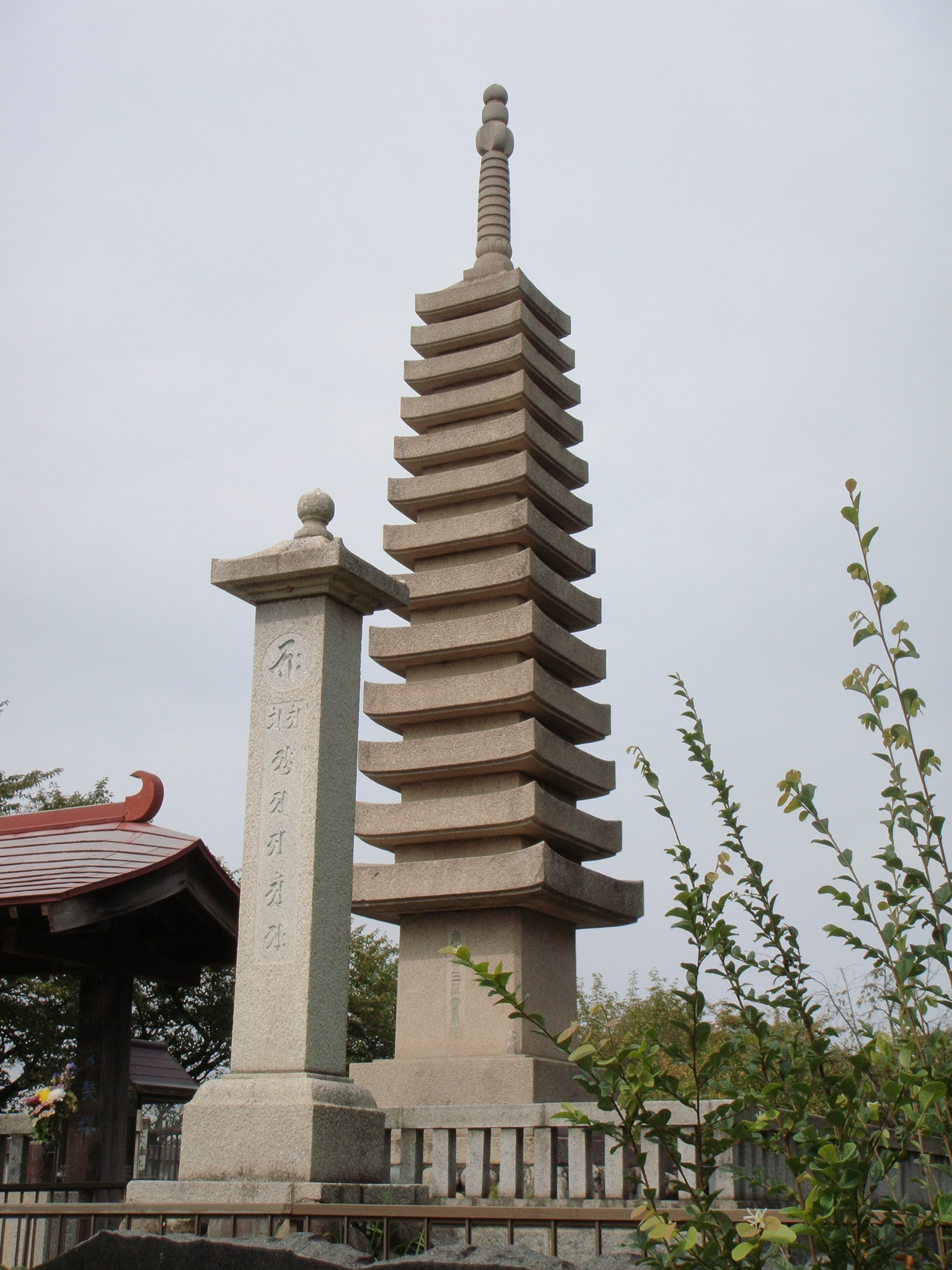
慈恩寺玄奘塔（さいたま市岩槻区）

玄奘の没後、遺骨は長安の南にある興教寺に建てられた舎利塔に収められた、ただ、この塔は唐朝末期の黄巣の乱の時に破壊され、遺骨は持ち去られたとされる。現在残る舎利塔は乱後に旧様式により再建されたものとされる。玄奘の舎利塔と脇に建つ玄奘の2人の弟子の舎利塔は2014年にシルクロード：長安-天山回廊の交易路網の構成資産のひとつとして世界文化遺産に登録されている。
日中戦争当時の、1942年（昭和17年）に、南京市の中華門外にある雨花台で、旧日本軍が玄奘の墓を発見した。それは、縦61cm横79cm高さ58cmの石槨で、中には縦49cm横49cm高さ31cmの石棺が納められていた。石棺の内部には、北宋代の1027年（天聖5年）と明の1386年（洪武19年）の葬誌が彫られていた。石棺内に納められていたのは、頭骨であり、その他に多数の副葬品も見つかった。
この玄奘の霊骨の扱いには関しては、日中で応酬を経た後、分骨することで決着を見た。中国側は、北平の法源寺内・大遍覚堂に安置された。その他、各地にも分骨され、南京の霊谷寺や成都の浄慈寺など、数ヶ寺に安置される他、南京博物院にも置かれている。
日本へ渡った遺骨は、当初日本仏教連合会があった増上寺に安置されたが、第二次世界大戦中で空襲の拡大から、一時的に三学院（埼玉県蕨市）に移され、後に慈恩寺（さいたま市岩槻区）に疎開させた。戦後正式に慈恩寺に奉安され、1953年（昭和28年）5月には「玄奘塔」が落慶した。1955年（昭和30年）には台湾・玄奘寺、1981年（昭和56年）には薬師寺（奈良市）の「玄奘三蔵院」へ分骨されている。
ただ、南京で発見されたものが頭骨だけであったため、他の骨は散逸したとも、そもそも興教寺から持ち去られたのは頭骨だけであるともされるが、詳細は不明である。
また、1957年には中華人民共和国の周恩来総理によるインドのジャワハルラール・ネルー首相への提案でナーランダ僧院に玄奘の舎利が分骨された。

## 著作・伝記
玄奘自身の著作である『大唐西域記』により、彼の旅程の詳細を知ることができる。玄奘の伝記は仏教関係の様々な書物に記載されているが、唐代のものとしては『大慈恩寺三蔵法師伝』と『続高僧伝』がある。

### 大唐西域記
玄奘は、その17年間にわたる旅の記録を『大唐西域記』として残しており、当時の中央アジア・インド社会の様相を伝える貴重な歴史資料となっている。

### 大慈恩寺三蔵法師伝
慧立と彦悰により伝記が編まれ、玄奘の死から24年後にあたる垂拱4年3月15日（688年）に『大慈恩寺三蔵法師伝』全10巻が完成した。略称は『慈恩伝』。
大正新脩大蔵経では、『大唐大慈恩寺三藏法師傳』としてNo.2053に収録されている（T50_220c）。また、興福寺と法隆寺の所蔵する院政期の写本は共に国の重要文化財である。

#### 日本語訳
- 慧立、彦悰『玄奘三蔵 : 大唐大慈恩寺三蔵法師伝』 長澤和俊訳、光風社出版[8], 1985、光風社選書, 1988.10
- 『玄奘三蔵　西域・インド紀行』 長澤和俊訳、講談社学術文庫, 1998 - 前半部のみを改訳

### 続高僧伝
『続高僧伝』は、道宣の編纂した中国僧の伝記集。ただし、『続高僧伝』が完成した645年は玄奘の帰国直後であるのに対し、玄奘の項には664年の死までが記されている。

## 派生したフィクション作品
- 中国映画『三蔵法師・玄奘の旅路』（2016年）

### 西遊記
元代に成立した小説『西遊記』は、『大唐西域記』や 『大慈恩寺三蔵法師伝』を踏まえたうえで書かれており、玄奘は三蔵の名で登場している。
なお、三蔵法師とは経、律、論の三つに精通している僧侶に対して皇帝から与えられる敬称であり、本来は玄奘に限ったものではない。例えば鳩摩羅什、真諦、不空金剛、霊仙なども「三蔵法師」の敬称を得ている。しかし今日では、特筆すべき功績を残した僧侶として「三蔵法師」は玄奘を指すことが多くなった。